# St. Veit im Mühlkreis
St. Veit im Mühlkreis, Sankt Veit im Mühlkreis – gmina w Austrii, w kraju związkowym Górna Austria, w powiecie Rohrbach. Liczy 1189 mieszkańców (1 stycznia 2015).